# Kevin Miles
Pour les articles homonymes, voir Miles.
Kevin Miles, né le 5 juillet 1990 à Chicago (Illinois), est un acteur américain.

## Carrière
Aux États-Unis, il est connu pour avoir joué en 2020 dans une publicité de la compagnie d'assurance State Farm, qui est par la suite devenu un phénomène de pop culture. 
Son personnage est par la suite apparu dans de nombreuses publicités télévisées pour des sociétés telles que Hyundai, McDonald's, Pepsi, Taco Bell et Bose.
En 2024, il incarne Auryn dans le film Uglies, adapté du roman du même nom de Scott Westerfeld, publié en 2005.

## Filmographie

### Cinéma

#### Longs métrages
- 2014 : Lap Dance : Kevin, un client
- 2015 : Miles Away : Timmie
- 2019 : God Incorporated : Martin
- 2019 : Emmanuel and Me de Sid Burston : Joey
- 2020 : Most Guys Are Losers de Eric Ustian : le gars musclé
- 2022 : Tall Girl 2 de Emily Ting : Myles
- 2024 : Uglies de McG : Auryn

#### Courts métrages
- 2016 : Lionheart: The James Bay Film Project : Liam
- 2016 : Soda Jerks de Conor Kyle : Alvin
- 2017 : Finding Jake from State Farm de Jake Acree : Jake de State Farm
- 2019 : American Typecast de Dane Cook : le voleur #1
- 2024 : Agent State Farm de Jim Jenkins : Jake de State Farm

### Télévision
- 2018 : S.W.A.T. : Quincy
- 2019 : Underdogs : Bobby
- 2020 : Esprits criminels : Dan Montgomery
- 2022 : iCarly : Byron
- 2021 : Pretty Smart : Dave (3 épisodes)
- TBA : While You Were Breeding : Jack